# Жара (альбом)
Жара — дебютный сольный студийный альбом российского рэпера Жары, выпущенный 25 февраля 2014 на лейбле Respect Production. Гости альбома: Ёлка, Nel, Luina, L'One, Чаян Фамали, L Tune и Баста. Над музыкальной частью работали SoundBro, 4EU3, Влади и Diamond Style Productions.
В день релиза альбом занял первое место по цифровым продажам в российском iTunes Store среди всех альбомов.

## Предыстория
28 июля 2012 на сайте Respect Production была опубликована новость о начале работы участника гр. «Песочные люди» рэпера Жары над сольным альбомом, и о том, что к работе над музыкальной частью приглашён битмейкер Валерий Текель (SoundBro).
В марте 2013 в своём интервью для сайта RAP.RU Жара официально объявил, что отныне не входит в состав группы «Песочные люди» и начинает сольную карьеру. Материал для альбома стал записывать с 2012 года.
4 февраля 2014 года Жара и Respect Production обнародовали треклист и обложку альбома, а 18 февраля — точную дату релиза и семплер будущей пластинки. 21 февраля также был представлен видеосэмплер альбома.

## Синглы
«Нас просит небо» — дебютный сольный сингл Жары, вошедший в альбом Жара и записанный при участии артистов лейбла Respect Production «Чаян Фамали». Песня выпущена 14 марта 2013.
«Новый мир» — второй сингл с альбома Жара, в записи которого приняла участие певица Ёлка. 19 августа 2013 лейбл Respect Production анонсировал дату выхода сингла и представил трейлер к видеоклипу.
Релиз сингла состоялся 26 августа 2013.
В тот же день состоялась и премьера видеоклипа к песне, режиссёром которого выступил клипмейкер Руслан Пелых.
«Это надо видеть» — третий сингл с альбома Жара, выпущенный 14 декабря 2013.
«Прелести» — четвёртый сингл с альбома Жара, выпущенный 8 января 2014. В записи принял участие московский рэпер Nel.

### Чарты
- «Новый мир»

| Чарт                            | Высшая позиция |
| ------------------------------- | -------------- |
| СНГ (Tophit Общий Топ-100)      | 163            |
| СНГ (Tophit Топ-100 по заявкам) | 35             |

## Список композиций
Все тексты написаны Жарой.
| №                   | Название                            | Текст песни         | Музыка                    | Длительность |
| ------------------- | ----------------------------------- | ------------------- | ------------------------- | ------------ |
| 1.                  | «Вы со мной»                        | Жара                | SoundBro                  | 3:25         |
| 2.                  | «Новый мир» (уч. Ёлка)              | Жара                | SoundBro                  | 3:49         |
| 3.                  | «Это надо видеть»                   | Жара                | SoundBro                  | 2:57         |
| 4.                  | «Толкай себя вверх»                 | Жара                | Diamond Style Productions | 3:44         |
| 5.                  | «Прелести» (уч. Nel)                |                     | SoundBro                  | 2:59         |
| 6.                  | «Срываюсь с цепи» (уч. Luina)       |                     | SoundBro                  | 3:08         |
| 7.                  | «Автопилот» (уч. L'One)             |                     | SoundBro                  | 3:50         |
| 8.                  | «Ни слова о любви»                  | Жара                | 4EU3                      | 3:12         |
| 9.                  | «Нас просит небо» (уч. Чаян Фамали) |                     | SoundBro                  | 3:28         |
| 10.                 | «Не свободны»                       | Жара                | SoundBro • 4EU3           | 4:06         |
| 11.                 | «Есть музыка»                       | Жара                | SoundBro                  | 3:49         |
| 12.                 | «Вспомни» (уч. L Tune)              |                     | SoundBro                  | 3:16         |
| 13.                 | «Вера в нас» (уч. Баста)            |                     | Влади • SoundBro          | 3:28         |
| Общая длительность: | Общая длительность:                 | Общая длительность: | Общая длительность:       | 45:16        |

Примечания
- Трек «Вы со мной». Использован фрагмент из песни гр. Каста «Наши люди»
- Трек «Прелести». Бэк-вокал: Ворон («Чаян Фамали»)
- Трек «Нас просит небо». Бэк-вокал: Настя Крылова

## Участники записи
- 4EU3 — автор музыки (трек 8, 10)
- Diamond Style Productions — автор музыки (трек 4)
- L Tune — гостевой артист (трек 12)
- L'One — гостевой артист (трек 7)
- Luina — гостевой артист (трек 6)
- Nel — гостевой артист (трек 5)
- SoundBro — автор музыки (треки 1, 2, 3, 4, 5, 6, 9, 10, 11, 12, 13), продюсер альбома
- Баста — гостевой артист (трек 13)
- Влади — автор музыки (трек 13)
- Ворон («Чаян Фамали») — бэк-вокал (трек 5)
- Ёлка — гостевой артист (трек 2)
- Жара — артист альбома, автор слов
- Настя Крылова — бэк-вокал (трек 9)
- «Чаян Фамали» — гостевые артисты (трек 9)

## История релиза
| Страна | Дата            | Формат                   | Лейбл              |
| ------ | --------------- | ------------------------ | ------------------ |
| Россия | 25 февраля 2014 | CD, цифровая дистрибуция | Respect Production |